# Solsvärta (roman)
Solsvärta är Marianne Cedervalls femte roman, den sista i serien om Mirjam och Hervor och den är utgiven 2014 .

## Handling
Handlingen utspelar sig i den fiktiva byn Kuivalihavaara i Tornedalen, på Gotland och i Västerås. Hervor hör hemma i Tornedalen och Mirjam äger ett till bostad ombyggt kapell på Gotland. Mirjam är beredd att följa med sin älskade Calle till Västerås. Calle är intresserad av fåglar och ska assistera i lärkfalksprojektet i Västerås. Det går ut på att unga lärkfalkar ska utfodras på toppen av ett vattentorn i Västerås med avsikt att de ska klara sig själva och stärka beståndet av lärkfalk som i många år varit i stark nedgång. 
Lärkfalkarna lever (enligt boken) av fåglar i storlek som kajor och duvor. Detta är en risk för dem som har duvslag med brevduvor som hobby, och det finns flera i Västerås. Hervor hittar en vinge av en koltrast som hon kallar solsvärta och ser detta som ett dåligt tecken. Hervor har övernaturliga förmågor och kan se det andra inte ser och dessa tre personer dras in i en härva med blodigt inslag i Västerås. 

## Karaktärer
- Mirjam, bor i ett kapell på Gotland.
- Hervor, har övernaturliga gåvor, bor i Tornedalen.
- Calle, fågelintresserad och Mirjams älskade.
- Anneli Svensson, äger ett duvslag i Västerås nära vattentornet.
- Shadow, tidigare skolelev till Anneli, hjälper till med duvslaget.